# Гун Ли
Гун Ли (кит. трад. 鞏俐, упр. 巩俐, пиньинь Gǒng Lì; р. 31 декабря 1965 года) — китайская актриса, получившая международное признание благодаря работе с режиссёром Чжан Имоу и способствовавшая популяризации китайского кино в Европе и США. Обладательница многочисленных премий, включая две награды «Золотой петух», премии Национального совета кинокритиков США, Берлинского, Каннского, Венецианского кинофестивалей. Обладательница почётного звания «Артист Мира».
Международную популярность актриса завоевала, снимаясь в фильмах Чжан Имоу, который одновременно являлся и её возлюбленным (но не мужем). Их третья совместная работа «Зажги красный фонарь» была номинирована на «Оскар» как «Лучший фильм на иностранном языке», а картина «Цю Цзюй подаёт в суд» была признана лучшей на Венецианском кинофестивале 1992 года. Однако уже спустя три года Гун Ли и Чжан Имоу разорвали отношения и прекратили сотрудничество, что, впрочем, не отразилось на популярности актрисы, которая продолжила сниматься в картинах теперь уже других режиссёров. Первой серьёзной ролью у другого режиссёра стала роль в фильме Чэнь Кайгэ «Прощай, моя наложница» (1993). Другие известные фильмы включают ー «Красный гаолян» (1988), «Цзюй Доу» (1990), «Жить» (1994), «Шанхайская триада» (1995), «Император и убийца» (1999), «2046» (2004), «Мемуа́ры ге́йши» (2005), «Проклятие золотого цветка» (2006), «Возвращение» (2014).

## Биография

### Детство и юность
Пятый ребёнок в семье, родилась в городе Шэньян провинции Ляонин.
Её отец, Гун Лицзэ (кит. 巩力泽), был профессором экономики в Ляонинском университете, а мать, Чжао Ин (кит. 赵英), которой к моменту рождения Гун Ли исполнилось сорок лет, была материаловедом в том же университете. Девушка росла в Цзинане, центре провинции Шаньдун, куда её семья переехала вслед за родителями, которые в скором времени после рождения дочери получили работу в Шаньдунском университете. Как вспоминала мать актрисы, вторая дочка была незапланированным ребёнком и у родителей Гун Ли была мысль оборвать беременность, но по настоянию старших членов семьи они решили оставить ребёнка.
Уже в раннем детстве Гун Ли проявляла способности к пению и актёрские задатки: она в точности повторяла специфику разговора других людей, как то, жестикуляция, выражения лица, даже акцент и тембра голоса. Её любимым фильмом была картина «Красные охранники на озере Хонлу» и, как вспоминала мама актрисы, девочка часто напевала строки из песни к киноленте, ровно как и другие фразы из понравившихся ей композиций. В то время ей ещё не исполнилось и четырёх лет. Проявление интереса к искусству у маленькой Гун Ли не стало совершенной неожиданностью для родителей, поскольку в молодости и они принимали участие в певческих и танцевальных конкурсах. Однако Ли Цзэ надеялся, что младшая дочь, как и остальные дети, будет усердно учиться, поступит в университет и пойдёт по его стопам, отнюдь не возлагая надежды на её карьеру в искусстве. Чжао Ин же всячески поддерживала интерес дочери к танцам и пению, став фактически первым проводником в мир искусства.
Во время обучения в начальной школе учителя заметили в Гун Ли певческий и актёрский талант и рекомендовали её для выступления на местной радиостанции. Во время обучения в высшей школе она продолжала активно выступать со школьной труппой. Вспоминая школьные годы, актриса позже признавалась: «Я никогда не считалась красивой. Правда. В детстве меня всегда считали страшненькой: маленькие глазки, маленький рот, да к тому же четыре торчащих зуба… правда, неплохо пела песни. Женщиной, которой я восхищалась больше всего, была Сун Мэйлин. Она намеревалась превратить красоту в собственный образ жизни и основной принцип существования, а также осуществлять могущественное политическое руководство. Сыграть её в кино — моя самая большая мечта, но я знаю, что это невозможно, поскольку я недостаточно красивая».
Завершив начальное образование в 1983 году, девушка постаралась поступить на факультет искусств Шаньдунского педагогического института и в Педагогический институт Цюйфу, но получила отказ в обоих случаях. В следующем году Гун Ли также получила отказ, на этот раз со стороны Шаньдунского института искусств и Института искусств Народно-освободительной армии (кит. 解放军艺术学院). Однако в 1985 году ей посчастливилось встретить режиссёра Инь Давея (кит. 尹大为), который посвятил своё свободное время подготовке Гун Ли к вступительным экзаменам. Спустя годы режиссёр будет вспоминать, что при первой встрече девушка его обескуражила ответом на вопрос, почему она хочет стать актрисой: «Все говорят, что я похожа на Момоэ Ямагути. На самом деле я так не считаю. Я это я. Я — Гун Ли. Я хочу, чтобы другие говорили: „Я похожа на Гун Ли“». Мечта девушки осуществилась спустя четверть века, когда с ней начали сравнивать двух других китайских актрис, получивших международное признание, — Чжан Цзыи и Юй Нань.
В июле того же года девушка получила приглашение от престижной Центральной академии драмы в Пекине, которую окончила в 1989 году. Там же начинающая актриса познакомилась с режиссёром Чжан Имоу, сотрудничество с которым и принесёт ей мировую известность.

### Союз с Чжан Имоу
Свою первую роль Гун Ли сыграла ещё в студенческие годы. Она прошла кастинг на главную женскую роль в фильме молодого режиссёра Чжан Имоу «Красный гаолян». Эта картина послужила началом для чрезвычайно успешного творческого союза молодой актрисы и начинающего режиссёра, отношения которых в скором времени вышли за пределы съёмочной площадки.
В преддверии съёмок «Красного гаоляна» Чжан Имоу столкнулся с проблемой выбора актрисы для главной роли: тогда как весной 1987 года остальные актёры уже были утверждены, режиссёр хотел задействовать в фильме молодую, никому не известную актрису, но никак не мог найти подходящую кандидатуру для роли Девяточки — главной героини фильма. В поисках претенденток на главную роль помощник режиссёра Ян Фэнлян (кит. 杨凤良) прибыл в Центральную академию драмы, где провёл кастинг среди студенток академии. Ян уже сделал свой выбор (на дочери режиссёра Ли Вэньхуа) и готов был возвращаться домой, когда один из студентов, Ли Тун (кит. 李彤), заметил, что если бы на кастинге присутствовала Гун Ли, она бы лучше чем кто-либо другой подошла для этой роли. В то время будущая известная актриса снимала в Гуанчжоу свою дебютную работу — телеспектакль «Случай на летних каникулах» и по объективным причинам не могла принять участие в кастинге. Впрочем Ян Фэнлян не проигнорировал замечание, внимательно выслушал студента и попросил предоставить фотографии актрисы. Когда Гун Ли вернулась из поездки, Ян вновь прибыл в Академию, на этот раз уже с Чжан Имоу, и в тот же день они утвердили Гун Ли как исполнительницу главной роли.
Спустя многие годы Чжан Имоу так вспоминал первую встречу с Гун Ли: «С первого взгляда она произвела на меня впечатление прелестной и умной [девушки] с выразительным взглядом. В тот момент она была одета в широкополую одежду, размер которой в моём представлении не соответствовал тому, какой я представлял главную героиню „Красного гаоляна“. В то же время я представлял главную героиню крепкой эмоциональной девушкой. Позже, познакомившись чуть ближе, я обнаружил, что она обладает тем характером, который в точности нужен персонажу».
Картина «Красный гаолян» получила мировое признание, одержав среди прочих победу в номинации лучший фильм на Берлинском международном кинофестивале. В Китае картина получила две главные кинопремии — «Сто цветов» и «Золотой петух». В это время к Гун Ли, которая все ещё не завершила обучение в академии, приходит мировая известность: ей вручают награды, приглашают на церемонии международных кинофестивалей, называют одной из красивейших женщин мира. В 1989 году, когда актриса наконец-то выпустилась из университета, она сыграла роль в «Цзюй Доу». Успех этой картины был закреплён следующей работой «Зажги красный фонарь», режиссёром которой в очередной раз выступил Чжан Имоу.
Последней работой Гун Ли с Чжан Имоу стала картина «Возвращение» (归来 Coming home) в 2014 году. В 1996 году актриса вышла замуж за сингапурского табачного магната. С того времени она стала сниматься как в картинах американских режиссёров, так и в работах других китайских режиссёров, за исключением того, сотрудничество с которым принесло ей мировую известность.

### Раскол и последующая карьера
Первой серьёзной ролью у другого режиссёра стала главная роль в фильме Чэнь Кайгэ «Прощай, моя наложница» (1993). За роль в этом фильме она в том же 1993 году получила New York Film Critics Circle Award. В 2006 году журнал Premiere отвёл Гун Ли за исполнение этой роли 89-е место в списке лучших ролей всех времен.
Получив негласный политический иммунитет благодаря своей мировой славе, Гун Ли начала критиковать политику цензуры в Китае. Её фильмы «Прощай, моя наложница» и «Цю Цзюй подаёт в суд» первоначально были запрещены в Китае за то, что содержали тонко завуалированную критику китайского правительства. Относительно же сексуального содержания в «Цзюй Доу», китайская цензура сочла фильм оказывающим «плохое влияние на физическое и духовное здоровье молодых людей».
Несмотря на свою популярность, Гун Ли в течение многих лет не снималась в Голливуде, во многом из-за неумения говорить по-английски. Она сделала свой англоязычный дебют в 2005 году, когда она снялась в роли красивой, но мстительной Хацумомо в «Мемуарах гейши».
Её другие англоязычные роли на сегодняшний день включают роли в «Китайской шкатулке» (1997), Полиция Майами (2006) и Hannibal Rising (2007). Во всех трех фильмах она учила свои английские реплики фонетически.
В 2010 году она снялась в триллере «Шанхай».

## Амплуа и работа над образом
В одном из интервью Гун Ли признавалась, что каждый раз, выбирая новую роль, она ищет для себя что-то новое, отличное от предыдущих образов. Несмотря на это, на протяжении своей карьеры актриса предпочитает исполнять исключительно драматические роли, и за редким исключением — комедийные. Свои преференции актриса объясняла тем, что «драма более глубокая, [она] сильнее трогает человеческие сердца». Предпочтение актрисой образов определённого типа заметно и в том, что некоторые её роли, к примеру Императрица в «Проклятии золотого цветка» и Хацумомо в «Мемуарах гейши», имели очевидное внутреннее сходство: «обе женщины знают, чего хотят, но они находятся в социальных условиях, которые мешают им прямо выражать это. Так что они должны найти косвенные способы борьбы за то, чего они хотят достичь».
Исполнению каждой роли для Гун Ли предваряет тщательная проработка образа персонажа: «Я обычно начинаю [подготовку к исполнению], внимательно размышляя над образом и его историей. Таким образом, я могу понять его глубинную психологию, глубинные мотивы, желания, потребности, одним словом, всё то, что имеет каждая женщина, каждый человек». Чжан Имоу в начале своего сотрудничества с Гун Ли так отзывался о её работе: «Есть актрисы, которые перед началом съёмок упорно осваивают сценарий, очень сосредоточены, почти выходят за рамки заурядной личности, но как только дело доходит до съёмок на площадке, результат оказывается абсолютно посредственный. Эти актрисы потеряли божественную искру. Она же [Гун Ли] не такая. Она также старательно готовится к работе, но более того — полагается на свою интуицию. Я хочу сказать, она относится к тому типу актёров, которые чувствуют персонажа. Именно у таких актёров действительно есть божественная искра». Режиссёр также отмечал, что Гун Ли не боялась спорить на съёмочной площадке и самостоятельно предлагала те или иные коррективы, полагаясь на свою интуицию и виденье персонажа. Как об умной актрисе, которая понимает своих персонажей, отзывался о Гун Ли и другой известный режиссёр, с которым ей довелось сотрудничать — Чэнь Кайгэ.

## Оценка творчества и вклад в кинематограф
Несмотря на то, что с 1995 года Гун Ли сыграла не в одном десятке фильмов, наибольшую славу ей принесли картины, режиссёром которых выступил Чжан Имоу, в частности «Красный гаолян», «Цзюй Доу» и «Зажги красный фонарь». Общим для этих трёх работ стало изображение патриархального уклада Китая начала XX века и судьбы простой китайской женщины на его фоне. Во всех трёх картинах Гун Ли исполняет роль молодой женщины, которая насильственно выдана замуж за нелюбимого человека, но которая тем не менее не соглашается с положением тихой и покорной наложницы, а бунтует против традиций, родителей, мужа и борется за свою настоящую любовь. Как отмечают исследователи Крис Бёри (англ. Chris Berry) и Мэри Фаркер (англ. Mary Farquhar), в самом протесте против патриархального уклада как таковом для китайского кинематографа эпохи политики реформ и открытости уже не было никакой кардинальной новизны: ещё в начале XX века актриса Жуань Линъюй исполняла роли падшей или овдовевшей одинокой матери («Три современные женщины» (1933), «Маленькие игрушки» (1933), «Богиня» (1934)), героини другой китайской актрисы, Се Фан, противостояли насильственным бракам или же пытались спастись бегством от них. Разница же между персонажами, исполненными Гун Ли и её предшественницами, заключалась в том, что сексуальность героинь Жуань Линъюй и Се Фан была сугубо индивидуальна, она подавалась как контраст к общенациональному патриотическому порыву, общенациональной борьбе с колониалистами и местными феодалами. Героини Гун Ли, наоборот, используют свою сексуальность для выражения общенационального протеста. В вопросе о том, против кого или чего был этот протест, мнения критиков впрочем разошлись: поскольку некоторые из них увидели в фильмах Чжан Имоу больше аллегорий, чем реальности, они довольно свободно трактовали образы героев, полагая, что протест против феодализма нельзя трактовать буквально, в метафорической форме это мог быть выражен и протест против Запада, его нового колониализма, и протест против Компартии Китая.
Освобождение женской сексуальности, которую критики ставили в заслугу Гун Ли, также получило неоднозначные трактовки. Одни рецензенты указывали на то, что героини юной актрисы стали первыми в китайском кинематографе, выступившими не только как объекты сексуального желания, но и как его субъекты, и видели в этом безусловно положительную сторону, свидетельство раскрепощения Китая, его культурной модернизации. Другие, напротив, отмечали, что Гун Ли — это не просто фигура мужской сексуальной фантазии, но и фигура фантазии мужчины-режиссёра, который, подражая Голливуду, практически продаёт актрису Западу.

## Личная жизнь
Гун Ли связывали длительные отношения с Чжан Имоу, настолько широко освещавшиеся в прессе, что Гун Ли ошибочно называли его женой. В 1995 году их роман закончился скандалом, который положил конец и творческому сотрудничеству. В 1996 году появились слухи о том, что Гун Ли вышла замуж за табачного магната из Сингапура. Актриса отрицала их до той поры, пока сингапурская газета не опубликовала копию их брачного свидетельства. Они поженились в ноябре 1996 года в Гонконге, а в 2008 году Гун Ли сменила китайское гражданство на сингапурское. В июне 2010 года пара объявила о разводе.
В 2019 году вышла замуж за французского музыканта Жана-Мишеля Жарра.

## Фильмография
| Дата выхода | Русское название                     | Оригинал названия    | Роль            | Режиссёр                          | Награды |  |
| 1987        | Красный гаолян                       | 红高梁               | Девяточка       | Чжан Имоу                         | |  |
| 1989        | Императрица Цыси                     | 西太后               | Гуилянь         | Ли Ханьсян                        | |  |
| 1989        | Мистер Солнечный                     | 開心巨無霸           |                 | Филип Чань                        | |  |
| 1989        | Операция «Пума»                      | 代号美洲豹           | Али             | Чжан Имоу                         | Премия «Сто цветов» за лучшую женскую роль второго плана |  |
| 1990        | Терракотовый воин                    | 秦俑                 | Зима            | Чинг Сиутунг                      | Номинация на Hong Kong Film Award за лучшую женскую роль |  |
| 1990        | Цзюй Доу                             | 菊豆                 | Цзюй Доу        | Чжан Имоу                         | |  |
| 1991        | Бог игроков III: Назад в Шанхай      | 賭俠2之上海灘賭聖    | Ю Синь/Ю Мон    | Ван Цзин                          | |  |
| 1991        | Зажги красный фонарь                 | 大红灯笼高高挂       | Сон Лянь        | Чжан Имоу                         | Премия «Сто цветов» за лучшую женскую роль |  |
| 1991        | Вечеринка многочисленной семьи       | 豪門夜宴             | Официантка      | Цуй Харк, Клифтон Ко, Альфред Чун | |  |
| 1992        | Цю Цзюй подаёт в суд                 | 秋菊打官司           | Цю Цзюй         | Чжан Имоу                         | - Премия «Золотой петух» за лучшую женскую роль - Кубок Вольпи за лучшую женскую роль - Премия «Золотой феникс» за лучшую женскую роль |  |
| 1992        | Мэри с Пекина                        | 夢醒時分             | Мэри            | Сильвия Чан                       | |  |
| 1993        | Прощай, моя наложница                | 霸王别姬             | Цзуй Сянь       | Чэнь Кайгэ                        | New York Film Critics Circle Award за лучшую женскую роль второго плана |  |
| 1993        | Флиртующий ученый                    | 唐伯虎點秋香         | Чоу Хьюн        | Ли Личи                           | |  |
| 1994        | Хроники драконов: Девы небесной горы | 新天龍八部之天山童姥 | Моу Ханвань     | Энди Чин                          | |  |
| 1994        | Душа живописца                       | 画魂                 | Пань Юйлян      | Хуан Шуцинь                       | |  |
| 1994        | Жить                                 | 活着                 | Сюй Цзячжэнь    | Чжан Имоу                         | |  |
| 1994        | Наложница Великого завоевателя       | 西楚霸王             | Люй-хоу         | Стефен Шин                        | |  |
| 1995        | Шанхайская триада                    | 摇啊摇，摇到外婆桥   | Сяо Цзинбао     | Чжан Имоу                         | |  |
| 1996        | Луна-соблазнительница                | 风月                 | Пан Жуи         | Чэнь Кайгэ                        | Номинация на Hong Kong Film Award за лучшую женскую роль |  |
| 1997        | Китайская шкатулка                   | Chinese Box          | Вивьен          |                                   | |  |
| 1998        | Император и убийца                   | 荊柯刺秦王           | принцесса Чжао  | Чэнь Кайгэ                        | |  |
| 2000        | Прекрасная мама                      | 漂亮妈妈             | Сунь Лиинь      | Сунь Чжоу                         | - премия «Золотой петух» за лучшую женскую роль - премия Montreal World Film Festival за лучшую женскую роль - премия «Золотой феникс» за лучшую женскую роль - премия «Сто цветов» за лучшую женскую роль - премия Shanghai Film Critics Awards за лучшую женскую роль |  |
| 2002        | Поезд Чжоу Юй                        | 周渔的火车           | Чжоу Юй         | Сунь Чжоу                         | Приз Пекинского студенческого кинофестиваля «Любимая актриса» |  |
| 2004        | 2046                                 | 2046                 | Су Линчжэнь     | Вонг Карвай                       | |  |
| 2004        | Эрос                                 | Eros                 | Мисс Хуа        | Вонг Карвай                       | |  |
| 2005        | Мемуары гейши                        | Memoirs of a Geisha  | Хацумомо        | Роб Маршалл                       | - National Board of Review Award за лучшую женскую роль второго плана - номинация на премию Satellite Award в категории Best Supporting Actress — Motion Picture |  |
| 2006        | Полиция Майами. Отдел нравов         | Miami Vice           | Изабелла        | Майкл Манн                        | |  |
| 2006        | Проклятие золотого цветка            | 满城尽带黄金甲       | императрица Лян | Чжан Имоу                         | - Hong Kong Film Award for Best Actress - Hong Kong Film Critics Award for Best Actress - Nominated — Asian Film Awards for Best Actress |  |
| 2007        | Ганнибал: Восхождение                | Hannibal Rising      | Мурасаки Сикибу | Питер Уэббер                      | |  |
| 2010        | Шанхай                               | Shanghai             | Анна Лан-Тинг   | Микаэль Хофстрём                  | |  |
| 2011        | Чего хотят женщины                   | 我知女人心           | Ли Илун         | Чэнь Дамин                        | |  |
| 2014        | Возвращение                          | 归来                 | Фэн Ванью       | Чжан Имоу                         | |  |
| 2016        | Царь обезьян: Начало легенды         |                      | Костяная Ведьма | Чин Поу-сои                       | |  |
| 2020        | Мулан                                | Mulan                | Сяньнян         | Ники Каро                         | |  |